# سفر شونا
سفر شونا (به انگلیسی: The Journey of Shuna) یک رمان گرافیکی تک جلدی است که توسط هایائو میازاکی نوشته و تصویرگری شده و در ۱۵ ژوئن ۱۹۸۳ توسط توکوما شوتن تحت نام انیمج جو جو بونکو منتشر شد. همچنین داستان در ۶۰ دقیقه در ۲ مه ۱۹۸۷ در ژاپن از طریق رادیو NHK FM پخش شد.